# Droga wojewódzka nr 372
Zasugerowano, aby zintegrować ten artykuł z artykułem Wschodnia Obwodnica Wrocławia (dyskusja). Nie opisano powodu propozycji integracji.
Droga wojewódzka nr 372 (DW372) – droga wojewódzka o łącznej długości około 32,3 km. Składa się z odcinka: węzeł autostradowy Wrocław Psie Pole – Mirków (tzw. Łącznik Długołęka) – Łany – Siechnice – Iwiny (k/Żernik Wrocławskich) - Radomierzyce. Stanowi przebieg Wschodniej Obwodnicy Wrocławia. Jest jednojezdniowa z wyjątkiem krótkiego odcinka w Siechnicach od węzła z DK94 do wiaduktu nad linią kolejową oraz od węzła z Autostradową Obwodnicą Wrocławia do skrzyżowania z dawną drogą nr 8 w Mirkowie. Na znacznej długości wzdłuż drogi znajduje się ciąg pieszo-rowerowy.

## Historia
Do 1 stycznia 2010 roku numer 372 był przypisany do drogi w innym rejonie, która łączyła Ścinawę przez Zaborów z Prochowicami. Droga ta została dołączona do DW292.
Droga na odcinku Łany – Siechnice – Iwiny k/Żernik Wrocławskich została zrealizowana w latach 2009–2015, jej długość wynosiła ok. 13,5 km.
Nowej drodze nadano numer w sierpniu 2017 roku.
1 stycznia 2020 roku dołączono odcinek o długości 6,2 km - tzw. Łącznik Długołęka, będący do tej pory częścią drogi krajowej nr 98.
5 grudnia 2022 oddano do użytku 2,5 km odcinek od ronda w Iwinach do ronda w Radomierzycach. 
20 grudnia 2022 roku oddano do użytku mający około 10 km długości odcinek łączący drogę wojewódzką nr 368 na pograniczu Mirkowa i Długołęki z drogą nr 455 w Łanach.

## Miejscowości leżące na trasie DW372

### Obecny przebieg
- węzeł Wrocław Psie Pole (skrzyżowanie A8/S8/DK8[10])[2]
- Mirków (DW368)[2]
- Łany[8] (DW455)[3]
- Siechnice[8] (DK94)[3]
- Iwiny[8] k/Żernik Wrocławskich (DW395)[3]
- Radomierzyce[15].

### Przebieg do 2010
Źródło.
- Ścinawa (DK36)
- Zaborów
- Prochowice (DK94)